# Augustin Béla
Augustin Béla, Augusztin (Boksánbánya, 1877. október 29. – Budapest, 1954. december 31.) gyógyszerész, gyógynövénykutató, botanikus. Botanikai szakmunkákban nevének rövidítése: „B. Augustin”.

## Család
Édesapja, Augustin János falusi vaskereskedő, anyja Schopp Mária volt. Apai nagyapja Augustin Ferdinánd gyógyszerészgyakornokként három évet Nagyváradon töltött Schmidt József gyógyszertárában, majd segédként 1825-ben Bécsben gyógyszerészi oklevelet szerzett. Anyai nagyapja falusi tímármester volt.
Felesége Javorik Alice (1885–1945), akit 1908. augusztus 24-én Felsőőrön vett nőül. Fia Augustin Vince (1909–1965) orvos, belgyógyász.

## Tanulmányai
Temesvárott és Nagyváradon végezte a gimnáziumot és Rákospalotán tett érettségit mint magántanuló. Gyógyszerészgyakornoki éveit Fehértemplomon és Boksánbányán töltötte. Gyakornoki vizsgáját 1897. szeptember 4-én Budapesten tette le. 1899-ben szerezte gyógyszerészi diplomáját a Budapesti Tudományegyetemen, majd még egy évig rendkívüli bölcsészhallgatóként ugyanitt botanikából, vegytan- és ásványtanból képezte magát. Ez idő alatt – szülői támogatás hiányában – már kereső munkát kellett végeznie a tanulás mellett. Deér Endre budapesti Jó Pásztor nevű gyógyszertárában délutánonként dolgozott. Az ő javaslatára került Svájcba, ahol 1901 és 1903 között dr. Alexander Tschirch berni gyógyszerészeti intézetének gyakornoka volt. Kidolgozta doktori értekezését a paprika fejlődésének anatómiájáról. 1904-ben a berni egyetemen kapott gyógyszerészdoktori oklevelet (melyet 1912-ben Budapesten honosított). Az 1911/1912. tanévben a Budapesti Tudományegyetemen tanulmányait a középiskolai tanári vizsgához szükséges tárgyakkal egészítette ki (állattan és ásványtani gyakorlatok, irodalom- és művelődéstörténet, filozófia). 1921-ben a gyógynövények ismeretéből, majd 1925-ben a gyógy- és vegyipari növények természetrajzából is megszerezte a magántanári képesítést. 1954-ben a mezőgazdasági tudományok kandidátusa lett.
Több nyelven beszélt, így angolul, németül, franciául, olaszul, románul és szerbül.

## Pályafutása
1903–1905 között Mágócsy-Dietz Sándor tanársegédeként dolgozott a budapesti tudományegyetem Növénytani Tanszékén. Schweitzer Józseffel szépen illusztrált segédletet adott ki a növénytani gyakorlatokhoz „Vezérfonal növénytani mikroszkópi gyakorlatokhoz” címmel. 1905-től 1940-ig a budapesti Gyógyszerész-gyakornoki Iskolában a botanika és gyógyszerismeret rendes tanára volt. 1913-ban a Földművelésügyi Minisztérium állományába került, mint kutatóintézethez beosztott segédvegyész. Először az Ampeológiai Intézetben, majd az Országos Chémiai Intézetben dolgozott. Az első világháború alatt a Honvédelmi Minisztérium Hadsegélyező Hivatalának akcióját — a rostot adó csalánszár, illetve a teapótló szederlevél gyűjtésének szervezését — ő végezte. Vezetőhelyettese, majd tényleges vezetője lett az 1915-ben általa alapított Gyógynövénykísérleti Állomásnak és Gyógynövénykísérleti Intézetnek, 1938-tól már főigazgató rangban (majd ez év május 31-én nyugdíjba ment). Kísérletezett a főváros központi kertjében létesített gyógynövénytelepen, megkezdte a konyhakömény, fekete mustár és ricinus termesztését.
1918 és 1942 között a növénytan és drogismeret rendes tanára volt a budapesti Drogista Iskolában (később Drogista Akadémia). 1919-től a gyógy- és ipari növénytermesztésről tartott előadásokat a budapesti Műegyetemen. 1921 és 1935 között a budapesti tudományegyetemi közgazdaság-tudományi karon magántanár, majd 1935–1938 között a József Nádor Műszaki és Gazdaságtudományi Egyetem Mezőgazdasági és Állatorvosi Karán oktatott mint magántanár, majd 1938 és 1945 között mint címzetes nyilvános rendkívüli tanár. 1945-től 1948-ig a Magyar Agrártudományi Egyetem Állatorvostudományi Kar címzetes nyilvános rendkívüli tanára volt.
Tagja volt a Magyar Botanikai Társaságnak. A Nemzetközi Gyógynövény Szövetség hattagú igazgatóságában éveken át képviselte Magyarországot. 1914-től a „Die Deutsche Pharmaceutische Gesellschaft” is tagjai közé választotta. A farmakognóziai albizottság alelnöki tisztét látta el az V. Magyar Gyógyszerkönyv szerkesztőbizottságában.
Sírja a budapesti Farkasréti temetőben található.

## Jelentősége
Ő szervezte meg és indította el a magyarországi szervezett gyógynövénykutatást, a vadontermő gyógynövények gyűjtését és a nagybani illóolaj-lepárlást is megindította. Megalapította az első magyarországi gyógynövénykutató intézetet. Kidolgozott több gyógynövénytermesztési technológiát és a gyógynövények minőség-ellenőrzését. A mákból történő morfin-előállítás módszerét az ő támogatásával és az ő intézetében fejlesztették ki, ez később világhírre tett szert.
1910–1911-ben szerkesztette a Gyógyszerész folyóiratot. Cikkeit és értekezéseit a Természettudományi Közlöny, a Botanikai Közlemények, a Herba c. folyóirat és a Kísérletügyi Közlemények közölték.

## Emlékezete
1977-ben a Magyar Gyógyszerészeti Társaság Gyógynövény Szakosztálya Augustin Béla-emlékérmet alapított az emlékére.

## Elismerése
- Francia Becsületrend lovagkeresztje (1934)

## Fontosabb művei
- Historisch-kritische und anatomisch-entwicklungsgeschichtliche Untersuchungen über den Paprika. Gyógyszerészdoktori értek. Németbogsán, 1907
- Vezérfonal a pharmakobotanikai gyakorlatokhoz. (Lengyel Gézával). Németbogsán, 1908. 99 lap
- Útmutatás a vadon termő gyógynövények gyűjtéséhez. (Darvas Ferenccel). Budapest, 1917
- A koriandrom termesztése. (Darvas Ferenccel). Budapest, 1918
- A fehér- és feketemustár. (Darvas Ferenccel). Budapest, 1919
- A konyhakömény termesztése. (Darvas Ferenccel). Budapest, 1919
- A sáfrány termesztése. (Darvas Ferenccel). Budapest, 1919
- A ziliz termesztése. (Darvas Ferenccel). Budapest, 1919
- Az édeskömény termesztése. (Darvas Ferenccel). Budapest, 1920
- A gyógynövénymagvak megítélése magvizsgálati módszerek alapján. Kozma Dénessel. Budapest, 1920
- Útmutatás a vadontermő gyógynövények gyűjtéséhez. Budapest, 1921. 140 lap.
- A gyógy- és vegyiipari-növények termesztése. Darvas Ferenccel, Schneider Józseffel. Budapest, 1921. 164 lap
- Botanika. A gyógyszerészeti növénytan vázlata. Budapest, 1929. 162 lap
- A gyógynövények csíranövényei és csemetéi. Budapest, 1929
- A magyar gyógynövénykereskedelem. Pápa, 1938. 4 lap
- Magyar gyógynövények. I–II. (Társszerzők: Jávorka Sándor, Giovannini Rudolf és Rom Pál) Illusztrálta Csapody Vera. Budapest, 1948. 495 és 190 lap.

## Jegyzet
1. ↑  http://mek.oszk.hu/00300/00355/html/ABC00003/00508.htm. (Hozzáférés: 2017. október 9.)
2. ↑  https://www.epa.oszk.hu/00000/00003/00030/adattar.html
3. ↑  https://epa.oszk.hu/00000/00003/00030/nevmutato.html
4. ↑  Házasságkötési bejegyzése a felsőőri polgári házassági akv. 19/1908. folyószáma alatt. (Hozzáférés: 2021. december 12.)
5. ↑  Augusztin Béla sírja. Farkasréti temető Templomi árkádsor, N/A, N/A, 12 sírbolt